# صوت الإنسان الوحيد
صوت الإنسان الوحيد (بالروسية: Одинокий голос человека) هو أول فيلم روائي طويل من إخراج ألكسندر سوكوروف. تم تصويره في الأصل في عام 1978 وأعيد بناؤه في عام 1987 في استوديوهات Lenfilm. يعتمد الفيلم إلى حد كبير على نهر بوتودان لأندريه بلاتونوف وأصل السيد ، على الرغم من أنه ليس تكيفا مباشرا للفيلم بالمعنى التقليدي ولكنه بالأحرى استجمام للطبيعة الروحية لنثر بلاتونوف.

## خلفية
كان المقصود في الأصل من قبل سوكوروف كدفاع عن شهادته في VGIK ، تم حظر The Lonely Voice of Man في الاتحاد السوفيتي حتى الغلاسنوست. عند إصداره في عام 1987 ، تم استحسانه على الفور وترشيحه لعدد من الجوائز. ومن أبرزها فوز الفيلم بجائزة برونزن ليوبارد في مهرجان لوكارنو السينمائي الدولي
كان جميع الممثلين في الفيلم من الهواة، ومزيج من هذا جنبا إلى جنب مع المناظر الطبيعية الإقليمية المزعجة خلق شعورا بالواقعية إلى جانب الفن الذي جعل الميزة تبرز. هنا بدأ سوكوروف بالفعل في الاقتراب من موضوعه الرئيسي - الفصل المأساوي بين الجسد والروح. في مذكراته ، أشار سوكوروف إلى أنه في بلاتونوف ، رأى "قصة "قلب ضعيف" ، حيث كانت السعادة "عملا شاقا". الحب والحياة المستمرة هي أحلام أبدية ، ولكنها غير قابلة للتحقيق ، بالنسبة للشخصيات.
الفيلم مكرس لأندريه تاركوفسكي الذي دعم سوكوروف أخلاقيا خلال معركته ضد الرقابة السوفيتية.

## روابط خارجية
- صوت الإنسان الوحيد  في قاعدة بيانات الأفلام على الإنترنت (بالإنجليزية)
- Sokurov's website
- The Lonely Voice of Man, 82 min (online in Russian) على يوتيوب